# SOS Méditerranée
SOS Méditerranée è un network di organizzazioni umanitarie senza scopo di lucro attive in Francia, Germania, Italia e Svizzera che ha come obiettivo la conduzione di operazioni di ricerca e soccorso nel mar Mediterraneo centrale.
L'organizzazione è suddivisa in quattro strutture territoriali:
- SOS Mediterranee France, con sede a Marsiglia;
- SOS Mediterranee Germany (o European Society for the Rescue of Life at Sea gGmbH) con sede a Berlino
- SOS Mediterranee Italia ODV, con sede a Milano;
- SOS Mediterranee Switzerland, con sede a Ginevra.

SOS Méditerranée ha inizialmente operato con la nave Aquarius Dignitus e successivamente con la Ocean Viking, collaborando anche con Medici senza frontiere.